# Грей, Чарльз Макнилл
Чарльз Макни́лл Грей (англ. Charles McNeill Gray; 7 марта 1807 года — 17 октября 1885 года) — американский политик, мэр Чикаго в 1853—1854 годах от Демократической партии.

## Биография
Чарльз Грей родился в Шеберне, штат Нью-Йорк. В 1834 году переехал в Чикаго и стал работать клерком в компании Gurdon Saltonstall Hubbard. К 1844 году открыл свой магазин по продаже свечек; впоследствии стал подрядчиком на железных дорогах.
В 1853 году Чарльз Грей был избран на должность мэра Чикаго; занимал этот срок в течение одного года.
Умер в 1885 году и похоронен на кладбище «Грейсленд» в Чикаго.